# CEFL
Comisia Europeană privind Legislația Familiei (numele în engleză este Commission on European Family Law) a fost creată la 1 septembrie 2001 și are, ca obiectiv principal armonizarea dreptului familiei în Europa. 
Conform concepției comisiei armonizarea Dreptului Familiei în Europa se va realiza prin:
- Cercetări comparative care au ca scop armonizarea dreptului familiei în țările europene prin chestionarea stadiului actual al acestor reglementări. Schimburile de experiență și alte activități de cercetare în acest domeniu vor fi coordonate.
- Căutarea numitorului comun pentru anumite probleme legale comparând diferitele soluții propuse de către legislația familiei din diferitele jurisdicții europene.
- Chestionarea rolului viitor (potențial) al statelor membre ale UE în procesul de armonizare a dreptului familiei.

Beneficiul major preconizat prin înființarea acestei Comisii este crearea unui set de principii europene legate de Dreptul familiei care să fie privite ca modele pentru armonizarea Dreptului Familiei în Europa.

## Principiile dreptului european al familiei
- Principiile Dreptului European al Familiei relativ la divorț și pensia de întreținere pentru soț ((traducerea în limba română se poate descărca de aici în timp ce documentul original în limba engleză se poate descărca de aici[nefuncțională]
 sau de aici)
- Principiile Dreptului European al Familiei relativ la autoritatea părintească (traducerea în limba română se poate descărca de aici în timp ce documentul în limba engleză se poate descărca de aici[nefuncțională]
 sau de aici)
- Principiile Dreptului European al Familiei relativ la proprietatea soților (documentul nu e încă finalizat)